# Richard Birnstengel
Richard Theodor Birnstengel (* 27. Oktober 1881 in Dresden; † 8. April 1968 ebenda) war ein deutscher Maler in Sachsen und Ostpreußen.

## Leben
Richard Birnstengel wurde in ärmliche Verhältnisse geboren. Seine Mutter war Hebamme und zog drei Söhne allein groß. Er studierte 1901–1909 an der Kunstakademie Dresden bei Oskar Zwintscher und Gotthardt Kuehl. Dort lernte er auch Georg Gelbke kennen, mit dem ihn viele Gemeinsamkeiten verbanden. Birnstengel nahm als Soldat 1915–1918 am Ersten Weltkrieg teil. 1916 kam eine Künstlerpostkarte mit seinem Gemälde „Szene bei der 1. Abt. des Telegaphen-Bataillons Nr. 7“ in den Handel. Auch später erschienen solche Karten, teilweise im Selbstverlag. 1919 heiratete Birnstengel die Tochter eines Gutsverwalters bei Dresden, der er Zeichenunterricht gegeben hatte. Gelbke heiratete deren Schwester. 1921–1925 unternahm er längere Studienreisen nach Bayern und Österreich, ins Moseltal und nach Norddeutschland. 1927/28 war er in Südfrankreich und auf Korsika. Andere Reisen führten ihn nach Dalmatien. „Wasser und Raum, Himmel und Wind“ der Kurischen Nehrung zogen Birnstengel in die Künstlerkolonie Nidden. Von 1930 bis 1944 hielt er sich dort regelmäßig auf. 1939 baute er sich in Purvin (Purvynė) ein Haus mit Atelier. In der Zeit des Nationalsozialismus war er Mitglied der Reichskammer der bildenden Künste. Es ist für diesen Zeitraum seine Beteiligung an zweiundzwanzig Ausstellungen sicher belegt. Zum 1. Mai 1933 war er der NSDAP beigetreten (Mitgliedsnummer 2.982.141), hatte die Partei aber spätestens zum November 1942 verlassen.
1945 verlor Birnstengel bei einem der Luftangriffe auf Dresden Wohnung und Atelier. Bis auf ausgelagerte Arbeiten wurde sein Werk vernichtet. In der Nachkriegszeit in Deutschland war er häufig an der deutschen Ostseeküste, vor allem in Sassnitz.
1951 hielt sich Birnstengel drei Wochen auf Einladung von Kurt Mothes am Institut für Kulturpflanzenforschung in Gatersleben auf. Beide hatten sich in der Zeit des Nationalsozialismus in Nidden kennengelernt. In Gatersleben schuf Birnstengel zwei Ölgemälde mit Frauen auf dem Versuchsfeld. Das Institut erwarb für seine Sammlung von ihm ein Ölgemälde mit Sonnenblumen und zwei Aquarelle mit Strandmotiven. Birnstengel malte lebensnahe Fischermotive, später auch charaktervolle Kopfbildnisse aus der Zeit der Flucht und Vertreibung Deutscher aus Mittel- und Osteuropa 1945–1950 und immer wieder Kurenkähne und Bootsbauer. Ein Teil dieser Gemälde ist heute in den Archivbeständen des Kulturhistorischen Museums Stralsund zu finden, der andere Teil befindet sich in Privatbesitz.
Am 20. Oktober 2019 wurde eine Folge der Sendung Lieb & Teuer des Norddeutschen Rundfunks ausgestrahlt, die im Schloss Reinbek gedreht und von Janin Ullmann moderiert wurde. Besprochen wurden mit der Gemälde-Expertin Barbara Guarnieri zwei Aquarelle von Birnstengel, die drei Frauen bei der Arbeit vor einer Fischerkate und das Porträt einen Fischers zeigen.

## Werke in öffentlichen Sammlungen (unvollständig)
- Altenburg/Thür.: Lindenau-Museum
- Dresden: Galerie Neue Meister[6]
- Dresden: Kupferstichkabinett[6]

## Weitere Werke (Auswahl)
Tafelbilder
- Dorfbad bei Dresden (1930 auf der Ausstellung Dresdner Kunst)[7]
- Beim Fischräuchern (Öl; 1952 auf der Mittelsächsischen Kunstausstellung)
- Forschungsinstitut Gatersleben (Öl, 90 × 125 cm; auf der Vierten Deutschen Kunstausstellung)

Aquarelle
- Räuchernde Fischerfrauen (vor 1953, 70 × 100 cm)
- Mädchen mit Kopftuch (vor 1953, 115 × 90  cm)

Buchillustrationen
- Dresdner Kalender 1927, Jahrbuch über das künstlerische, geistige und wirtschaftliche Leben in Dresden (Herausgeber Johann Erich Gottschalch); u. a. mit Reproduktionen von Zeichnungen und Gemälden sowie 12 Graphiken Birnstengels. Druckerei Carl Creutzburg, Dresden, 1927

## Ausstellungen vor 1933 und nach 1945 (unvollständig)
- 1915: Dresden, Kunstsalon Emil Richter (Sonder-Ausstellung mit Georg Gelbke mit 35 Arbeiten Birnstengels)
- 1916: Dresden, Galerie Ernst Arnold („Zweite Ausstellung Dresdner Künstler die im Heeresdienst stehen“)
- 1930: Dresden, Brühlsche Terrasse („Dresdner Kunst 1930“)
- 1946, 1949, 1958/1959 und 1962/1963: Dresden, Allgemeine Deutsche Kunstausstellung, 2., Vierte und Fünfte Deutsche Kunstausstellung
- 1947: Dresden, „Erste Ausstellung Dresdner Künstler“[8]
- 1951 und 1952: Chemnitz, Schlossbergmuseum (Mittelsächsische Kunstausstellung)
- 1952: Bautzen, Görlitz und Zittau (Wanderausstellung „Berliner Künstler“)
- 1969: Dresden, Galerie Kühl
- 1974: Frankfurt/Oder, Galerie Junge Kunst („Aquarell, Gouache, Tempera, Pastell“)
- 1988: Dresden, Neue Dresdner Galerie („Begegnung I. Dresdner Künstler in Ausstellungen 1945–1949“)
- 2000: Dresden, Stadtmuseum
- 2001: Stralsund, Kulturhistorisches Museum
- 2001: Nürnberg, Germanisches Nationalmuseum
- 2005: Nida, Klaipėda und Vilnius (mit Gelbke)